# Горкш, Каспар
Ка́спар Ю́рьевич Горкш (латыш. Kaspars Gorkšs; род. 6 ноября 1981, Рига) — латвийский футболист, центральный защитник. Выступал в национальной сборной Латвии.

## Биография
Начал свои профессиональные выступления в футболе в составе латвийского клуба «Ауда». За 5 лет провёл 77 игр, забил 9 мячей.
В 2003—2004 годах играл в шведском «Эстере», куда попал после игры молодёжных сборных Латвии и Швеции. а в 2005 — в клубе «Ассириска Фёренинген».
В 2006 году вернулся в Латвию, где в составе «Вентспилса» стал чемпионом страны.
С 2007 года играет в Англии. Сначала играл в «Блэкпуле», часть акций которого в то время купил латышский бизнесмен Белоконь, в 2008—2011 годах — в «Куинз Парк Рейнджерс», а с августа 2011 года — в «Рединге».
В начале декабря 2014 года подписал контракт с клубом «Колчестер Юнайтед».
В сентябре 2015 года подписал однолетний контракт с пражской «Дуклой».
В июле 2016 года подписал контракт с «Лиепаей» до конца сезона.
С 2005 года — основной защитник национальной сборной Латвии. Провёл в команде 86 игр, забил 5 мячей. В октябре 2017 года завершил карьеру в сборной.

## Достижения
- Чемпион Латвии: 2006
- Футболист года в Латвии: 2009, 2010